# Sunanda Pushkar
Sunanda Pushkar (Sopore, 1 de enero de 1962 - 17 de enero de 2014) fue una empresaria india-canadiense y cónyuge del ministro indio de Unión de Estado para el Desarrollo de los Recursos Humanos Shashi Tharoor. Fue una gerente de ventas en los TECOM Investments con sede en Dubái, y copropietaria de la Rendezvous Sports World con sede en India.

## Carrera
Mientras estudiaba en la Escuela de Gobierno, se casó con un compañero de Cachemira Pandit y se graduó en administración de hoteles en Sanjay Raina. La pareja se divorció en 1988. Posteriormente fue a Dubái en 1989 y se casó con Sujith Menon en 1991. Su hijo Shiv nació en noviembre de 1992. En Dubái, comenzó un negocio rentavle de gestión de eventos llamado Expressions, y se hizo conocido por su creación de redes con los patrocinadores y artistas para desfiles de moda. La compañía organizó varios espectáculos de modelos para lanzamientos de productos. Sunanda trabajó con varios diseñadores y modelos de moda de la India, incluyendo a Hemant Trivedi, Rhea Pillai, Vikram Phadnis y Aishwarya Rai. Más tarde, se unió a Bozell Prime Advertising como ejecutiva de cuentas. Ella y su marido organizó un espectáculo Mammootty juntos, lo que provocó una pérdida financiera. Según un informe, la pareja había colaborado en el espectáculo, en un intento por salvar su matrimonio fracasado. Según Sunanda, Sujith se había encontrado con problemas financieros como asesor financiero. Sujith murió en un accidente en Nueva Delhi en marzo de 1997.

## Muerte
El 17 de enero de 2014, un día después de haber tenido una controversia en Twitter, Sunanda fue encontrada muerta en la habitación número 345 de The Leela Palace Hotel en la zona Chanakyapuri de Nueva Delhi. Su marido Shashi Tharoor la descubrió cuando no se despertó del sueño en la noche. Informó a la policía, quienes recuperaron el cuerpo sin vida del hotel y la enviaron para su autopsia. Según las primeras informaciones, la causa de la muerte de Sunanda parecía ser un suicidio. Fuentes policiales dijeron que no había señales visibles de lesiones en su cuerpo. Las fuentes han descartado cualquier juego sucio en la causa de su muerte. Sunanda había insinuado acerca de su muerte, horas antes del hallazgo de su cuerpo.